# Melinopterus stolzi
Melinopterus stolzi är en skalbaggsart som beskrevs av Edmund Reitter 1906. Melinopterus stolzi ingår i släktet Melinopterus och familjen Aphodiidae. Inga underarter finns listade i Catalogue of Life.